# آلیس (نقاشی)
آلیس (به انگلیسی: Alice) یک نقاشی رنگ روغن اثر آمادئو مودیلیانی است. این نقاشی در سال ۱۹۲۸ به نگارخانه ملی دانمارک اهدا شد و تا امروز در آن‌جا نگهداری می‌شود.